# Chicago Stadium
Le Chicago Stadium (Stade de Chicago) ou « The Stadium » était une salle omnisports, de 17 350 places située sur West Madison Street, dans le secteur de Near West Side à Chicago, propriété de Arthur Wirtz, président des Black Hawks de Chicago, Patrick « Paddy » Harmon en fut l'architecte.
Le Stadium, dédié principalement au hockey sur glace, a accueilli les Six Jours de Chicago, des matchs de boxe, de catch, de tennis, de basket-ball, avec les Bulls de Chicago, les Harlem Globe Trotters, originaires de Chicago, des courses automobiles, des concerts de Frank Sinatra, Elvis Presley, Led Zeppelin, des spectacles sur glace Ice Capades, Hollywood Ice Revue. Wirtz savait attiré les grandes foules, grâce aux interprètes qu'il engagé, parmi eux Sonja Henie et la Hollywood Ice Revue. La salle de réception était dédiée à la célèbre patineuse des années 1930 Sonja Henie. Une autre zone de réception du stade était appelée la Green Room.
Cet aréna était réputée être la plus bruyante de la LNH à l'époque des six équipes originales, en raison de son acoustique et de son klaxon géant qui sonnait lorsque les Black Hawks comptaient un but, ce qui a inspiré d'autres arénas à posséder une sirène des buts pour leur équipe locale.
De plus, l'accès vers les vestiaires des équipes se trouvent dans les sous-sols par des escaliers, ce qui rendent difficiles pour les joueurs de hockey à chaque fois qu'ils descendirent des marches avec leurs patins aux pieds.

## Histoire
« Le plus beau et le plus grand stade sportif en Amérique a été ouvert hier soir sur West Madison Street », selon le Chicago Tribune du 29 mars 1929, avec un match de boxe Tommy Loughran contre Mickey Walker.
Le Stadium a été, l'un des endroits où ont eu lieu, les courses à Chicago, avec une piste mesurant un dixième de mile et avec des virages très relevés.
Lorsque les Black Hawks ont remporté la Coupe Stanley en 1961, un fan a volé le trophée dans son armoire.
En 1988, William Wirtz décide que le stade devrait être remplacé par une nouvelle installation à financement privé sur le West Side avec 21 000 sièges y compris 180 loges de luxe. Le stadium a été caractérisé comme « économiquement obsolète ». Wirtz penche pour raser sa vénérable arène. Le maire Eugene Sawyer a publiquement soutenu un remplacement du Stadium avec un financement privé.
Le dernier match officiel des Chicago Bulls et son leader Scottie Pippen au Chicago Stadium a été disputé en mai 1994 lors des demi finales de conférence Est face aux Knicks de New York.
Michael Jordan s'étant retiré de la NBA le 6 octobre 1993, il ne reviendra qu'en mars 1995 au sein des Bulls, entretemps l'équipe a déménagé dans une nouvelle salle, le United Center.
Le 9 septembre 1994 se déroule le "Pippen All star classic 94", un match de charité regroupant entre autres Michael Jordan, Scottie Pippen, Dominique Wilkins et Toni Kukoc. C'est le dernier match de basket-ball disputé dans la salle.

## L'orgue

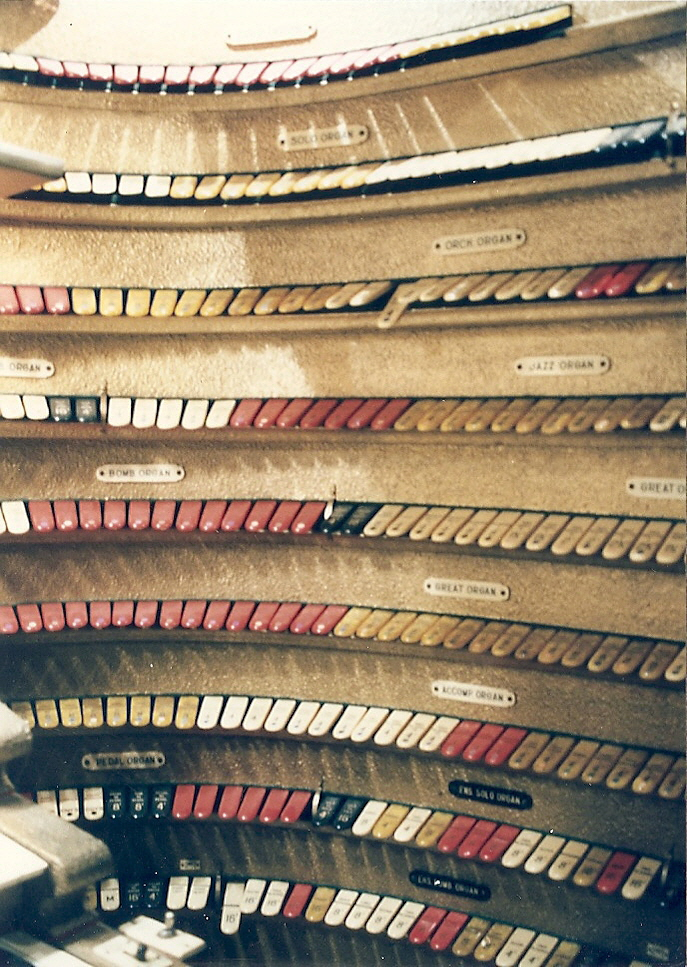
Détail de la console d'orgue Barton installé dans le stade de Chicago montrant la quantité massive de stopkeys sur le côté droit de la console.

Le Stadium possédait l'orgue le plus grand d'Amérique du Nord, pour son époque. Un orgue Barton, de la sociéte Bartola Musical Instrument Company (en), qui aurait pu égaler, dit-on, le volume de 25 fanfares. L'orgue a été installé dans le plafond central, et avait 52 rangs de tuyaux de grande taille ainsi que la percussion et les effets habituels. La console « circus wagon », rouge et or, peut-être la console la plus grande jamais construite, été exposée bien en vue sur le balcon de l'arène, et se composait de six claviers, ainsi que de plus de 800 clés d'arrêt. L'orgue était alimenté par une immense soufflerie Spencer de 100 CV, et le son de l'orgue, selon les mots de Marcel Dupré, lors du récital dédicatoire en 1929, était immense : « ... Ce fut comme si le plus ardent amoureux de chocolat était jeté dans une piscine remplie de chocolat ... ».
Al Melgard (en) était le troisième et le plus connu des titulaires. En 1932, Franklin Roosevelt a été nommé à l'investiture pour les élections présidentielles ; Melgard joue Happy Days Are Here Again, et cet air devient la chanson de campagne de Roosevelt. Melgard était sans doute le meilleur organiste de l'arène sportive pour faire correspondre des chansons à des événements, au cours des matchs, et sa cible favorite était l'arbitre. Lorsque King Clancy, ancienne gloire de la NHL, sifflait un pénalty, Melgard jouait Clancy Lowered the Boom (en). A la fin des années 1950, il a décidé de saluer l'arbitre et les juges de ligne quand ils arrivaient sur la glace avant le début du jeu avec Three Blind Mice. Cette pratique a pris fin rapidement après un ordre laconique du président de la LNH, Clarence Campbell. My Vision était la dernière chanson jouée après chaque match des Blackhawks au Stade. Elle a été composée par Al pour Sonja Henie dans le cadre de la revue Hollywood Ice d'Arthur Wirtz.
La performance la plus notable de Melgard aurait été lors d'un match de boxe, au Stadium, dans les années 1940, le match pris fin avec une décision extrêmement impopulaire. La foule est devenue indisciplinée et une émeute a éclaté à l'étage avec des chaises pliantes qui volaient. Melgard aurait tenté de calmer le tumulte avec un chant religieux, ou L'Orage, puis joué The Star Spangled Banner. Comme cela ne fonctionnait pas, Melgard aurait ouvert la plupart des 800 clés sur l'immense orgue Barton, positionné la pédale de volume à fond, et posé ses mains à plat sur les claviers. Le son aurait soufflé un grand nombre d'ampoules et des fenêtres. Stupéfaits, les fans aurait arrêté de se battre, ramassé leurs chapeaux et leurs manteaux, et sont sortis du bâtiment. Lors d'un match de catch, avec Gorgeous George, sur le ring saupoudrant ses cheveux, Melgard joue Oh, You Beautiful Doll (en).
L'orgue a été retiré du stade et stocké avant que le bâtiment ne soit démoli. Toutefois, une grande partie de l'orgue a été détruit dans l'incendie de l’entrepôt, en octobre 1996 mais l'énorme console, unique en son genre, qui avait été stockée ailleurs, a été sauvée et est maintenant dans une collection privée dans le Nevada.

## Évènements
- Champion du monde des poids mi-lourds, 28 mars 1929[4].
- Democratic National Convention, 1932, 1940 et 1944 [5]
- Convention nationale Républicaine, 1932 et 1944 [6]
- NFL Playoff Game, 18 décembre 1932
- Veillée mortuaire d'Anton Cermak, maire de Chicago, assassiné en mars 1933
- Élection de Bill McFetridge (en), à la tête du syndicat local, 1937
- 2e Match des étoiles de la Ligue nationale de hockey, 1948
- 15e Match des étoiles de la Ligue nationale de hockey, 1961
- NBA All-Star Game 1973, 23 janvier 1973
- 27e Match des étoiles de la Ligue nationale de hockey, 29 janvier 1974
- NBA All-Star Game 1988, 7 février 1988
- 42e Match des étoiles de la Ligue nationale de hockey, 19 janvier 1991

## Images externes
(en) Chicago Tribune, « Chicago's cycling craze » (consulté le 19 août 2016)